# راپسودی شیطانی
راپسودی شیطانی (ایتالیایی: Rapsodia satanica) یک فیلم صامت ایتالیایی به کارگردانی نینو اُکسیلیا و بازیگری لیدا بورلی است که در سال ۱۹۱۵ میلادی بر پایهٔ اشعاری از «فائوستو ماریا مارتینی» ساخته و در ژوئیهٔ ۱۹۱۷ منتشر شد. موسیقی این فیلم تنها اثر موسیقی فیلم از پیترو ماسکانی است و او که از دو برادر بیمار خود مراقبت می‌کرد، اینکار را به سبب نیاز مالی پذیرفت و نخستین بار به رهبری خودش در ژوئیه ۱۹۱۷ اجرا شد.
این فیلم در سال ۲۰۰۶ توسط شبکهٔ تلویزیونی فرانسوی-آلمانی «آرته» مرمت و بازسازی شد و موسیقی اصلی آن توسط فیلارمونیک ایالتی راینلاند-فالتس به رهبری «فرانک اشتروبل» اجرا گردید.